# Nikola Minchev
Nikola Georgiev Minchev (en bulgare : Никола Георгиев Минчев), né le 13 septembre 1987 à Sofia, est un avocat et un homme politique bulgare, membre de Nous continuons le changement (PP). Il est député bulgare de 2021 à 2024 puis député européen depuis 2024.

## Biographie
Nikola Minchev est diplômé en droit de l'université de Sofia. Il exerce la profession d'avocat.
Le 14 novembre 2021, il est élu député à l'Assemblée nationale, dont il est élu président le 3 décembre suivant. Il demeure en fonction jusqu'à la fin de la législature en juin 2022. Il est réélu député le 2 octobre 2022 puis le 2 avril 2023.
En juin 2024, il est élu au Parlement européen, où il siège au sein du groupe Renew Europe (RE).